# Oggetto di Thorne-Żytkow
Un oggetto di Thorne-Żytkow (abbreviato in TŻO) è un'ipotetica tipologia di stella, costituita da una gigante o supergigante rossa o una massiccia stella di Wolf-Rayet che contiene al proprio interno una stella di neutroni. Questa classe di oggetti deve il proprio nome agli astrofisici Kip Thorne ed Anna Żytkow, che per primi proposero, nel 1977, l'esistenza di questa classe di oggetti; tuttavia, ad oggi, non è ancora stato identificato alcun oggetto di Thorne-Żytkow.
Sono tre, secondo gli astrofisici, i meccanismi che potrebbero portare alla formazione di un oggetto di Thorne-Żytkow.
1. Un oggetto di Thorne-Żytkow potrebbe formarsi in un sistema binario costituito da due stelle di massa appropriata e abbastanza vicine l'una all'altra. Una delle due stelle, la più massiccia, conclude la propria esistenza esplodendo in supernova e diventando una stella di neutroni; quando l'altra componente, giunta al termine della sequenza principale, si espande nella fase di gigante o supergigante, essa ingloba al proprio interno la stella di neutroni.
2. In un sistema binario costituito da due stelle massicce molto vicine, una delle due componenti conclude la propria esistenza in supernova e collassa in una stella di neutroni. Poiché nessuna supernova è simmetrica, la stella degenere verrebbe spinta dall'esplosione verso la compagna, arrivando a fondersi con lei.
3. Una stella gigante potrebbe collidere con una stella di neutroni vagante; questo scenario è più probabile all'interno di un ammasso globulare densamente popolato.

Man mano che la stella di neutroni arriva a penetrare nella gigante rossa, la resistenza tra la stella degenere e gli strati più esterni e diffusi della gigante provocano un decadimento dell'orbita, che porta il nucleo della gigante e la stella di neutroni ad orbitare l'uno attorno all'altro secondo un moto spiraliforme, che culminerà con la fusione dei due. In base alla separazione iniziale dei due nuclei, il processo può impiegare un tempo compreso tra 100 e 1000 anni. Quando i due nuclei si fondono, possono verificarsi due episodi.
Se la somma delle masse della stella di neutroni e del nucleo della gigante supera il limite di Tolman-Oppenheimer-Volkoff (la massa maggiore possibile per una stella di neutroni, stimata in 3,8 volte la massa del Sole), i due nuclei collassano insieme in un buco nero stellare, conflagrando in una supernova che disperde nello spazio gli strati esterni della stella. Se invece la somma delle masse è inferiore a suddetto limite, si origina una singola stella di neutroni, logicamente più massiccia.
La superficie della stella di neutroni è estremamente calda, con temperature dell'ordine dei 109 kelvin, superiore a quella della maggior parte delle stelle massicce. Una tale quantità di energia termica è generata sia dalle reazioni di fusione nel gas in accrescimento attorno alla stella degenere, sia dalla compressione dei gas a causa della grandissima attrazione gravitazionale della stella di neutroni. A causa dell'alta temperatura, è possibile che abbiano luogo degli insoliti processi nucleari man mano che gli strati costituenti la gigante precipitano sulla superficie della stella di neutroni. L'idrogeno può essere fuso per formare una differente miscela di elementi ed isotopi rispetto alla classica nucleosintesi stellare; alcuni astrofisici hanno ipotizzato che il processo rp, che ha normalmente luogo nelle supernovae, possa verificarsi anche negli oggetti di Thorne-Żytkow.
Da un punto di vista strettamente osservativo, un oggetto di Thorne-Żytkow apparirebbe simile ad una supergigante rossa oppure, se è abbastanza calda da espellere gli strati superficiali, ricchi di idrogeno, ad una stella di Wolf-Rayet ricca di azoto (di tipo WN8).